# Asplenium scolopendrium
Asplenium scolopendrium L. è una felce sempreverde con rizomi tozzi e fronde coriacee a forma di lingua appartenente alla famiglia delle Aspleniaceae. Viene comunemente chiamata lingua di cervo, con la corrispondente traduzione nelle principali lingue europee.

## Etimologia
Il nome del genere deriva dal greco phyllon (foglia), per la bellezza delle foglie, intere, appariscenti.

## Descrizione
Pianta perenne, foglie intere, lunghe 4-6 dm. con picciolo di 10 –20 cm; lamine linguiformi, ondulate al margine, cordate alla base; sori allungati e obliqui. Sporifica da febbraio a settembre.

## Distribuzione e habitat
È comune nelle rupi ombrose e umide fino a 1000 m.

## Coltivazione
È una pianta molto ornamentale senza particolari esigenze, adatta a terreni alcalini.